# Lögsögumaður
Lögsögumaður (lögsögumaðr isl. głosiciel praw) - w dawnej Islandii urzędnik stojący na czele Althingu.
Był wybierany na trzyletnią kadencję. Do jego kompetencji należało komentowanie ustaw oraz recytowanie z pamięci całego zbioru praw na początku każdego posiedzenia parlamentu. W szkołach lögsögumaðrów uczono dzieci w zapamiętywaniu sag.

## Lista lögsögumaðurów
| Lögsögumaður                        | Lata urzędowania |
| Úlfljótur                           | ok. 930          |
| Hrafn Hængsson                      | 930-949          |
| Þórarinn Ragabróðir Óleifsson       | 950-969          |
| Þorkell máni Þorsteinsson           | 970-984          |
| Þorgeir Ljósvetningagoði Þorkelsson | 985-1001         |
| Grímur Svertingsson                 | 1002-1003        |
| Skafti Þóroddsson                   | 1004-1030        |
| Steinn Þorgestsson                  | 1031-1033        |
| Þorkell Tjörvason                   | 1043-1053        |
| Gellir Bölverksson                  | 1054-1062        |
| Gunnar hinn spaki Þorgrímsson       | 1063-1065        |
| Kolbeinn Flosason                   | 1066-1071        |
| Gellir Bölverksson                  | 1072-1074        |
| Gunnar hinn spaki Þorgrímsson       | 1075             |
| Sighvatur Surtsson                  | 1076-1083        |
| Markús Skeggjason                   | 1084-1107        |
| Úlfhéðinn Gunnarsson                | 1108-1116        |
| Bergþór Hrafnsson                   | 1117-1122        |
| Guðmundur Þorgeirsson               | 1123-1124        |
| Hrafn Úlfhéðinsson                  | 1135-1138        |
| Finnur Hallsson                     | 1139-1145        |
| Gunnar Úlfhéðinsson                 | 1146-1155        |
| Snorri Húnbogason                   | 1156-1170        |
| Styrkár Oddason                     | 1171-1180        |
| Gissur Hallsson                     | 1181-1202        |
| Hallur Gissurarson                  | 1203-1209        |
| Styrmir hinn fróði Kárason          | 1210-1214        |
| Snorri Sturluson                    | 1215-1218        |
| Teitur Þorvaldsson                  | 1219-1221        |
| Snorri Sturluson                    | 1222-1231        |
| Styrmir hinn fróði Kárason          | 1232-1235        |
| Teitur Þorvaldsson                  | 1236-1247        |
| Ólafr hvítaskáld Þórðarson          | 1248-1250        |
| Sturla Þórðarson                    | 1251             |
| Ólafr hvítaskáld Þórðarson          | 1252             |
| Teitur Einarsson                    | 1253-1258        |
| Ketill Þorláksson                   | 1259-1262        |
| Þorleifur hreimur Ketilsson         | 1263-1265        |
| Sigurður Þorvaldsson                | 1266             |
| Jón Einarsson                       | 1267             |
| Þorleifur hreimur Ketilsson         | 1268             |
| Jón Einarsson                       | 1269-1270        |
| Þorleifur hreimur Ketilsson         | 1271             |